# 프라디요타 왕조
프라디요타 왕조(산스크리트어: प्रद्योत वंश)는 아반티 또는 마가다의 두 번째 왕조이다. 브라흐만다 푸라나를 제외한 대부분의 푸라나에서는 프라디요타 왕조가 마가다의 브리하드라타 왕조를 계승했다고 전하고 있다.

## 같이 보기
- 프라디요타
- 브리하드라타
- 하리얀카 왕조